# Alta Allen
Alta Allen (6 de septiembre de 1904-24 de julio de 1998) fue una actriz cinematográfica estadounidense, activa en la época del cine mudo.

## Biografía
Su verdadero nombre era Alta Crowin, y nació en Oakland, California, siendo sus padres la escocesa Jessie Robertson y W. J. Crowin. Ella debutó como actriz profesional a los diez años de edad en un teatro de Oakland con la obra de Louisa May Alcott, Mujercitas, interpretando a Beth March. 
En noviembre de 1920, Allen se casó el actor, guionista y director Hampton Del Ruth (la pareja se divorciaría más adelante). El mismo año, William Fox, fundador de Fox Film, observó a Allen en un primer papel en una revista musical representada en el Hotel Fairmont San Francisco. Fue contratada por la compañía, aunque solamente interpretaría un papel para Fox Film, en la comedia de 1921 Skirts. Después fue contratada por Universal Studios, compañía para la cual interpretó varios papeles, siendo dos de sus filmes The Marriage Chance (1922), y A Self-Made Failure (1924). En 1926 hizo su última actuación para el cine, el personaje de Thora Barton en The Set-Up.
Alta Allen falleció por causas naturales en su casa en Boonsboro, Maryland, en 1998, a los 93 años de edad.

## Filmografía
- 1921 : A Shocking Night, de Eddie Lyons y Lee Moran
- 1921 : Seven Years Bad Luck, de Max Linder
- 1921 : Be My Wife, de Max Linder
- 1921 : Skirts, de Hampton Del Ruth
- 1922 : The Marriage Chance, de Hampton Del Ruth
- 1924 : A Self-Made Failure, de William Beaudine
- 1924 : Daring Chances, de Clifford Smith
- 1926 : The Set-Up, de Clifford Smith
- 1926 : Raggedy Rose, de Richard Wallace